# أنا لست روبوت
انا لست روبوت ((الكورية: 로봇이 아니야)) هو مسلسل تلفزيوني لكوريا الجنوبية بث على إم بي سي تي في من 6 ديسمبر 2017 إلى 25 يناير 2018.

## القصة
تدور احداث المسلسل حول حياة رجل (كيم مين كيو) يعيش حياه معزولة بسبب حساسية شديده من لمس الأخرين له ولكن يلتقي ويقع في الحب مع أمراه تتظاهر بأنها روبوت. جو جي آه امرأة تهوى الاختراع ودلها ذلك للعمل لصالح حبيبها السابق هونغ بيك كيون الذي اخترع روبوتاً شبياً لها ولكن حادثاً ما تسبب في عطل للروبوت فإطر البروفيسور بيك للاستعانة بجي آه لتمثل دور الألية امام كيم مين كيو الذي وعد البروفيسور بالإستثمار في مشروعه بعد الاختبار. ويمضي بهم الحال حتى يقع كيم مين كيو في حب الألية ومن ثم يتشفى من مرضه.

## روابط خارجية
- أنا لست روبوت على موقع IMDb (الإنجليزية)
- أنا لست روبوت على موقع نتفليكس (الإنجليزية)
- أنا لست روبوت على موقع ليتربوكسد (الإنجليزية)
- أنا لست روبوت على موقع كينوبويسك (الروسية)
- أنا لست روبوت على موقع قاعدة بيانات الفيلم (الإنجليزية)